# Azzanello
Azzanello (lombardul: Sanèl) település Olaszországban, Lombardia régióban, Cremona megyében. Lakosainak száma 616 fő (2023. január 1.). Azzanello Borgo San Giacomo, Castelvisconti, Villachiara, Casalmorano és Genivolta községekkel határos.

## Népesség
A település népességének változása:
| Lakosok száma | 704  | 635  | 636  | 616  |
|               | 2013 | 2017 | 2018 | 2023 |